# Sępólno Krajeńskie (stad)
Sępólno Krajeńskie (Duits: Zempelburg) is een stad in het Poolse woiwodschap Koejavië-Pommeren, gelegen in de powiat Sępoleński. De oppervlakte bedraagt 5,79 km², het inwonertal 9174 (2005).

## Verkeer en vervoer
- Station Sępólno Krajeńskie